# John Cooke (officier)
Pour les articles homonymes, voir John Cooke.
John Cooke, né vers 1762 et mort au combat le 21 octobre 1805 au large du cap de Trafalgar, est un capitaine de la Royal Navy.
Il a participé à la guerre d'indépendance des États-Unis (bataille de Rhode Island), aux guerres de la Révolution française (bataille du 13 prairial an II) et aux guerres napoléoniennes. Il est mort à la bataille de Trafalgar.